# Plau am See
Plau am See est une ville de Mecklembourg-Poméranie-Occidentale, en Allemagne, dans l'arrondissement de Ludwigslust-Parchim. Elle est reconnue "station climatique" depuis 1998.

## Géographie
Plau am See est située au bord de la rivière Elde et du lac Plauer See.

## Quartiers
- Gaarz
- Hof Lalchow
- Karow, village connu pour son château
- Klebe
- Leisten
- Quetzin
- Reppentin
- Plau am See

## Personnalités liées à la ville
- Anne de Mecklembourg-Schwerin (1485-1525), landgravine née à Plau am See.
- August von Hedemann (1784-1859), général né à Plau am See.
- Friedrich Lange (1834-1875), peintre  né à Plau am See.
- Friedrich Bohndorff (1848-1894), explorateur né à Plau am See.
- Wilhelm Wandschneider (1866-1942), sculpteur né et mort à Plau am See.

## Jumelages
- Plön (Allemagne) depuis 1990
- Nysted (Danemark)